# 石川重明
石川 重明（いしかわ しげあき、1944年7月21日 - 2017年10月13日）は、日本の警察官僚、弁護士。静岡県出身。2002年8月2日付けで第83代警視総監に就任。2004年に同職退任後、日本道路交通情報センター理事長を務めた。父は石川高稔・元広島大学事務局長。

## 来歴
東京教育大学附属駒場高等学校を経て、1967年に東京大学法学部（公法コース）卒業、司法試験合格。東大法学部（私法コース）に学士入学し、1968年卒業。同年、警察庁入庁。入庁同期に、平沢勝栄、佐藤英彦、兼元俊徳（内閣情報調査室長）など。
警務局人事課を振り出しに、その後は主に警備局畑を歩み、警視庁公安部公安第一課長や大蔵省主計局主計官補佐も歴任。
1990年に警察庁刑事局捜査第一課長、以後、茨城県警察本部長、警視庁刑事部長、神奈川県警察本部長、関東管区警察局長、1999年に警察庁長官官房長を経て、2002年から警視総監に。在任中にプチエンジェル事件が起きている。退官後は、日本道路交通情報センター理事長を務めた。
2008年に弁護士登録を行い、本間合同法律事務所所属の弁護士として活動。2008年4月東京電力株式会社顧問。
2009年6月から2012年まで丸紅株式会社取締役。
2010年6月から第一三共株式会社監査役。
2014年瑞宝重光章受章。
2017年10月13日、肺血栓塞栓症のため千葉県内の病院で死去。73歳没。没後に正四位に叙された 。